# John Baker
John Baker (Hull, sjeverna Engleska, 1942. ), britanski je autor kriminalističkih romana. 
Do sada je izdao 8 romana i sve ih je smjestio ili u Hullu ili u Yorku. 

## Romani
- "Pjesnik na Dnu" (1995.),
- "Smrt Minus Nula" (1996.),
- "Kralj Ulica" (1998.),
- "Hodanje s Duhovima" (1999.),
- "Kineska Djevojka" (2002.),
- "Pucanje u Mraku" (2001.),
- "Najopakija poplava" (2003.),
- "Čovjek Bijele Kože" (2004.).